# Vlaštovka pestrá
Vlaštovka pestrá (Petrochelidon pyrrhonota (Vieillot, 1817)) je americký tažný pták z čeledi vlaštovkovitých. Je známá především kvůli svým rozsáhlým hnízdním koloniím. V rozmnožovacím období se vyskytuje v Severní Americe a zimuje v západní části Jižní Ameriky.

## Popis
Vlaštovka pestrá je přibližně 13 cm dlouhá a má malý zobák. Dospělý jedinec má iridiscentní modrá záda a hlavu, hnědá křídla a ocas a žlutohnědý zadek. Zátylek a čelo jsou bílé. Ocas není vykrojený.
Nedospělí jedinci mají hnědá záda a hlavu, bílé bříško a žlutohnědý zadek. Často jsou zaměnitelní s druhem Petrochelidon fulva.
Stejně jako ostatní vlaštovky a jiřičky, vlaštovky pestré se živí létajícím hmyzem.

## Hnízdění

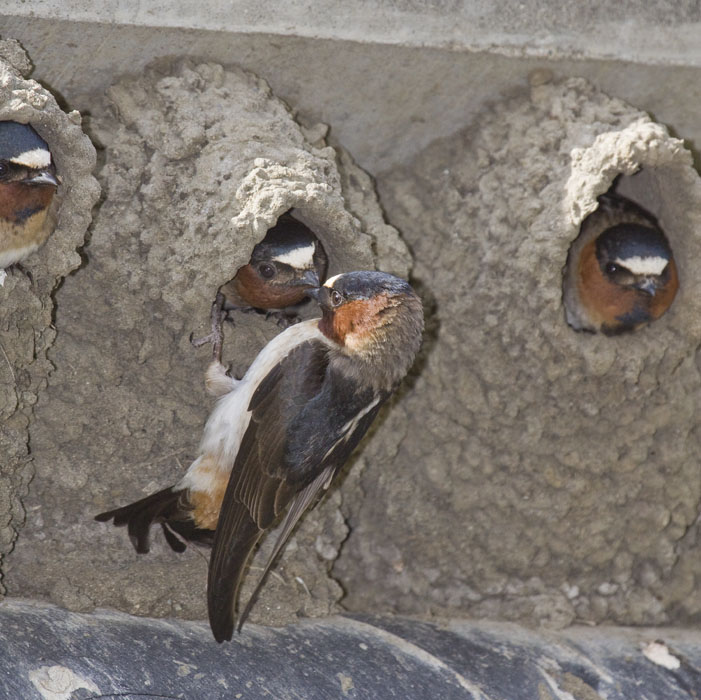
Hnízdění pod mostem v Kalifornii

Vlaštovky pestré hnízdí ve velkých koloniích. Staví si hnízda z bahna a snášejí 3 až 6 vajec. Hnízda se přirozeně vyskytují na skalních útesech, ale stejně jako je tomu u jiřiček, hlavní lokality pro hnízdění tvoří lidmi vybudované stavby, především mosty. Samičky často snáší nebo přemisťují svá vejce do cizích hnízd v rámci kolonie.

## Zajímavosti
U vlaštovek pestrých hnízdících v blízkosti dopravních komunikací bylo během 30 let trvajícícho sběru dat pozorováno postupné zkracování křídel (kratší křídla zlepšují manévrování za letu) a následný úbytek jedinců zabitých dopravními prostředky.